# Compsibidion truncatum
Compsibidion truncatum är en skalbaggsart som först beskrevs av Thomson 1865.  Compsibidion truncatum ingår i släktet Compsibidion och familjen långhorningar.
Artens utbredningsområde är Paraguay. Inga underarter finns listade i Catalogue of Life.